# Mank/マンク
『Mank/マンク』(Mank)は、2020年に劇場公開・配信されたアメリカ合衆国の映画。監督はデヴィッド・フィンチャー。父ジャック・フィンチャーの脚本を映画化した。主演はゲイリー・オールドマン。共演はアマンダ・サイフレッド、リリー・コリンズ、アーリス・ハワード、トム・ペルフリー、チャールズ・ダンスら。

## 概略
映画史に残る名作として知られる『市民ケーン』の共同脚本家であるハーマン・J・マンキーウィッツの伝記映画。女優のマリオン・デイヴィス、プロデューサーのアーヴィング・タルバーグなど、数多くの映画人が登場する。監督のフィンチャーは、『市民ケーン』の撮影監督グレッグ・トーランドの表現主義的な技法を再現するために、白黒で撮影をおこなった。

## キャスト
| 役名                             | 俳優                           | 日本語吹替 |
| -------------------------------- | ------------------------------ | ---------- |
| ハーマン・J・マンキーウィッツ    | ゲイリー・オールドマン         | 山路和弘   |
| マリオン・デイヴィス             | アマンダ・サイフレッド         | 小島幸子   |
| ウィリアム・ランドルフ・ハースト | チャールズ・ダンス             | 菅生隆之   |
| リタ・アレクサンダー             | リリー・コリンズ               | 清水理沙   |
| ルイス・B・メイヤー              | アーリス・ハワード             | 小形満     |
| アーヴィング・タルバーグ         | フェルディナンド・キングズレー | 浜田賢二   |
| ジョセフ・L・マンキーウィッツ    | トム・ペルフリー               | 前田一世   |
| サラ・マンキーウィッツ           | タペンス・ミドルトン           | 中村千絵   |
| オーソン・ウェルズ               | トム・バーク                   | 小松史法   |
| ジョン・ハウスマン               | サム・トラウトン               | 鈴木正和   |
| チャールズ・レデラー             | ジョセフ・クロス               |            |
| シェリー・メトカーフ             | ジェイミー・マクシェーン       | 清水明彦   |
| デヴィッド・O・セルズニック      | トビー・レオナルド・ムーア     |            |
| ジョージ・S・カウフマン          | アダム・シャピロ               |            |
| フリーダ                         | モニカ・ゴスマン               | 中村綾     |
| ベン・ヘクト                     | ジェフ・ハームス               |            |
| イヴ                             | レヴェン・ランビン             |            |

- 日本語吹替版その他出演：逢笠恵祐、佐久間元輝、松川裕輝、丸山智行、佐々木拓真、白石兼斗、俊藤光利、中西正樹、佐々木祐介、村田遥、金香里、岡本幸輔、桜岡あつこ、豊田茂、樋山雄作、青耶木まゆ、高宮彩織、葉山那奈、石黒史剛

- 日本語吹替版制作スタッフ 演出：打越領一、翻訳：大川直美、調整：Jared Marshack、録音：北浦祥子、制作進行：上原正樹／生畑目あかね、制作：ACクリエイト

## 製作
2019年7月、デヴィッド・フィンチャーが監督を、ゲイリー・オールドマンが主演を務めることが発表された。脚本はフィンチャーの父親のジャック・フィンチャーが生前の2003年に書き上げていたものである。2019年10月、追加キャストが発表され、アマンダ・サイフレッド、リリー・コリンズ、タペンス・ミドルトン、アーリス・ハワード、チャールズ・ダンスらがキャストに加わった。本作のスコアはトレント・レズナーとアッティカス・ロスが作曲し、今回でフィンチャーとは4度目のコラボレーションとなった。

### 撮影
主要な撮影は、ロサンゼルスで2019年11月1日に開始した。

## 関連作品
- ザ・ディレクター ［市民ケーン］の真実